# クッキー

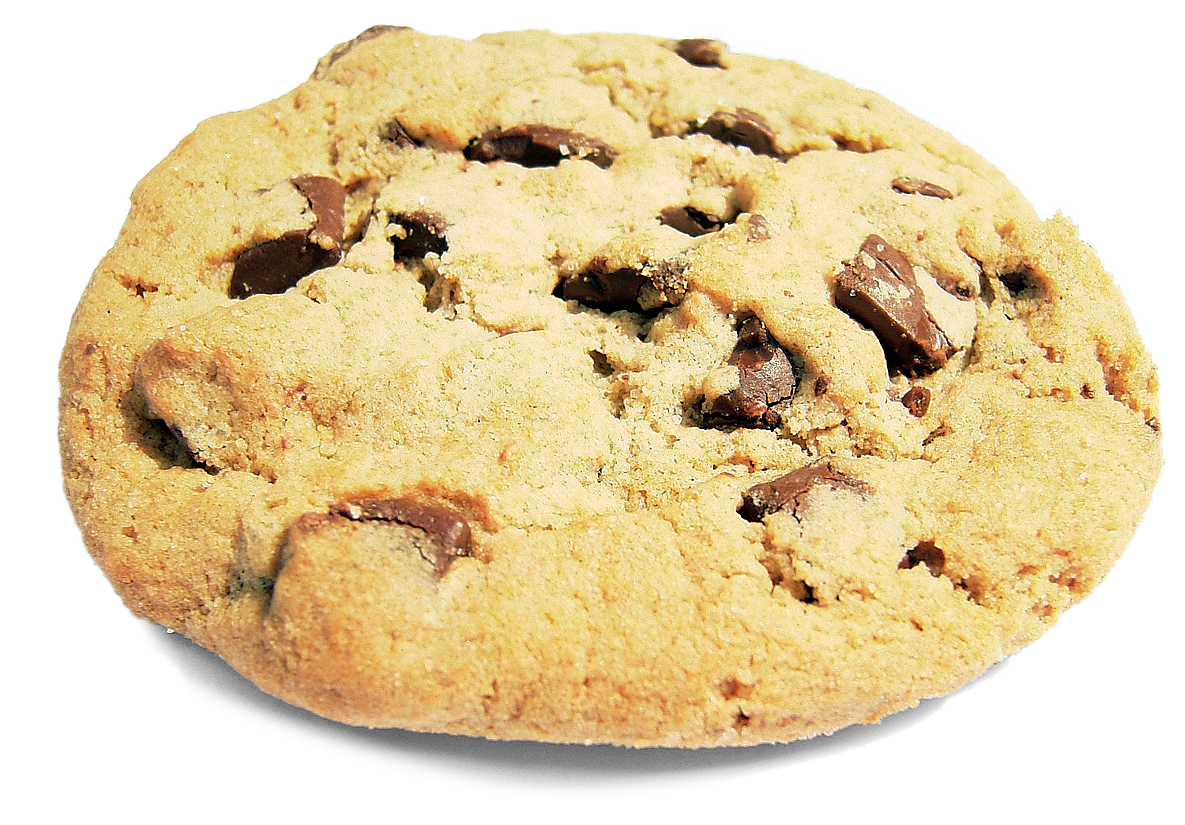
チョコレートチップクッキー

クッキー（英: cookie、蘭: koekje）は、アメリカやヨーロッパの食文化圏における、主に小麦を主原料とした小型の焼き菓子の総称である。

## 名称について
クッキーは北アメリカで使われる言葉で、 小さなケーキを意味する中世オランダ語の koekje または（略式の）koekie から、北米にて英語に派生した。それ以外の英語圏では一般的にビスケットと呼ばれる。
クッキーとビスケットは国・地域や言語によって、混同されていたり異なるものであったりと定義はまちまちである。フランスの「プチフール」やドイツの「ゲベック」など、クッキーの同類は諸国に存在する。

## 特徴

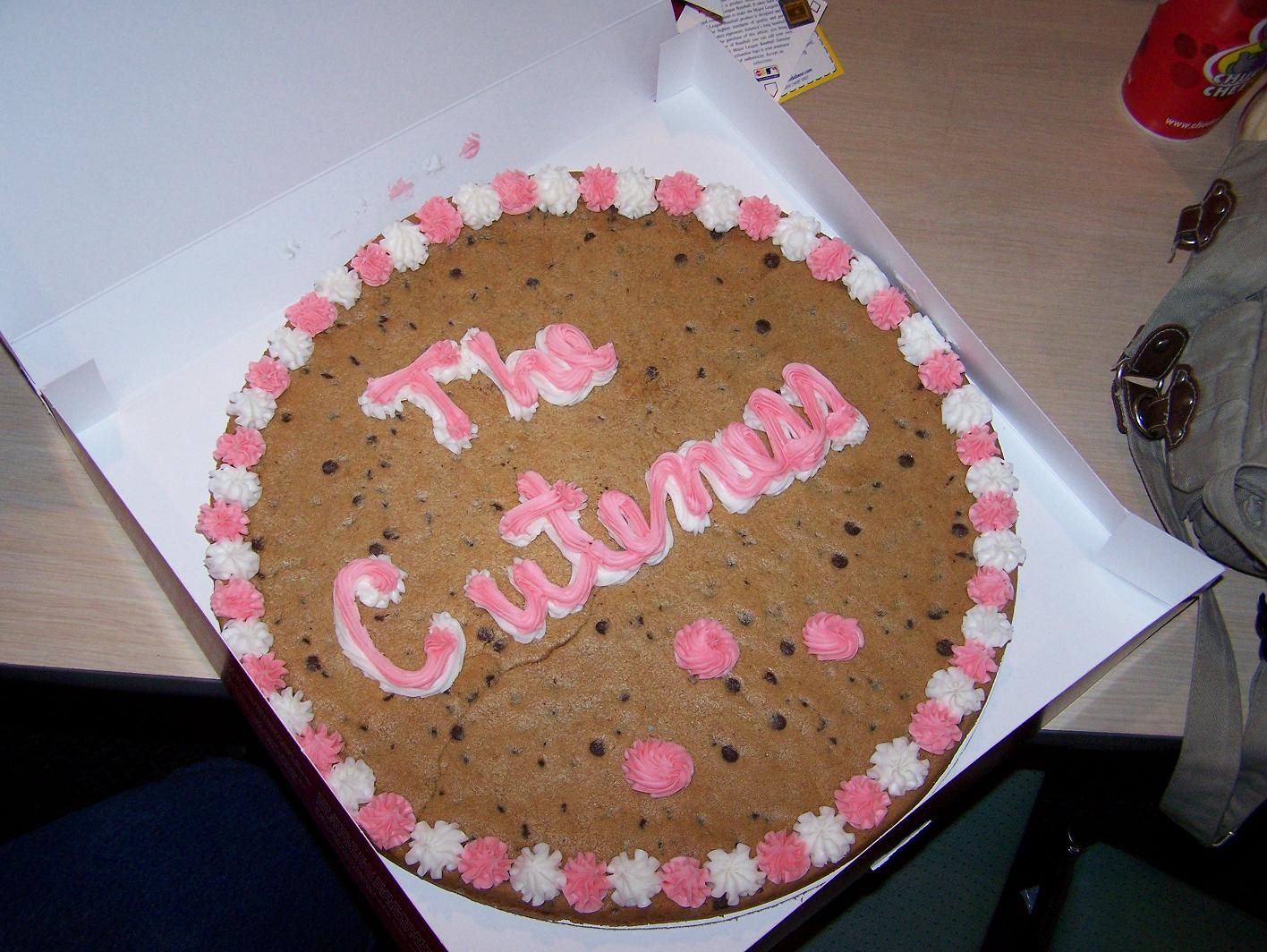
ケーキ同様のアイシングができる大きなクッキーケーキ

クッキーの多くは、コクのある甘さを持ち、手に持っても型崩れしない程度の固さがあるが、その食感はレシピによってさまざまである。使用される小麦粉の特性と生地の混ぜ方によるグルテンの形成や、生地に含まれる水分と焼き上げ方により、しっとりやサクサクなど食感を変化させる。例えば、型抜きクッキーのように水分が少なくしっかりと練ったドウを作ると、グルテンが多く形成され硬い歯ごたえとなる。ショートブレッドのように水分に対して小麦粉の比率が高いとデンプンの糊化が進まずホロホロとした脆い食感となる。また逆にラング・ド・シャのようにメレンゲを加えるクッキーでは非常に軽い食感となる。レシピによっては、この他に重曹やベーキングパウダーといった膨化剤を加え、膨らみを補助する。
クッキーの甘さやコクは、砂糖と卵、バターなどの油脂類によって左右されるが、それらは味だけでなく食感や膨らみ方を決定する重要な要素となる。ショ糖は加熱すると液化し、冷えると再結晶化する。生地の中でこのプロセスが進むと食べた時にパリッとした食感を与える。蜂蜜は保水性があり、しっとりした食感を与える。卵はコクとしっとり感を与え、同時に小麦粉をまとめる繋ぎとしての役目を果たす。メレンゲのように泡立てることにより膨らみを利用する場合もある。バターなどの油脂も卵同様の働きをするが、中に含まれる水分により焼成中の生地の緩さに影響を与える。焼き始めて熱がかかると生地が流れるのは、油脂の種類や量によるものである。また、チョコチップやココアパウダーを加える、アイシングやジャムで飾るなどの細工も、風味を決定する重要な要素となる。
完成したクッキーは水分が少ないので腐敗しにくく保存性は高いが、微妙な水分量の変化で食感が変化しやすい。

## 歴史
クッキーの元祖は7世紀のペルシアで、砂糖の使用が当地で普及したのちに生まれた。世界旅行が広まるにつれて、クッキーは旅行の供となり、歴史を通じて近代の旅行ケーキ（ガトー・ド・ボワイヤージュ）と同等となった。同様の名前であらゆる大陸で流通して知られるようになった最も有名な初期のクッキーの一つはジャンブル (Jumble) で、主にナッツ、甘味料、および水で作られた比較的固いクッキーである。バターと砂糖のクリームを加えた、現代の最も一般的なクッキーは、18世紀になるまで一般的ではなかった。
アメリカのクッキーは17世紀初頭に北アメリカに植民したグループの内、ニューイングランド、ニューヨーク、ペンシルバニア近辺に入植したイングランド人やオランダ人、ドイツ人などの食文化が融合する過程で成立していった。エリザベス朝以来のイングランド人主婦の美徳として、菓子やパンは自分で作るべきというホームベーキング、ホームメイドの文化があった。そうしたイングランドの主婦文化が入植先の北米でもそのまま受け継がれたが、開拓者として全てを自力で解決しなければならない環境から益々その傾向は強くなった。製菓に関する研究や知識の継承も、一般の主婦である彼女たち個々人に委ねられるところが大きく、各家庭でレシピが工夫され、相互に交じり合いつつ定着していった。クッキーのレシピで最も古いものは、1796年に発行されたアメリカで最初の料理書であるアメリア・シモンズの American Cookery に掲載されたものと言われている。

## クッキーの分類

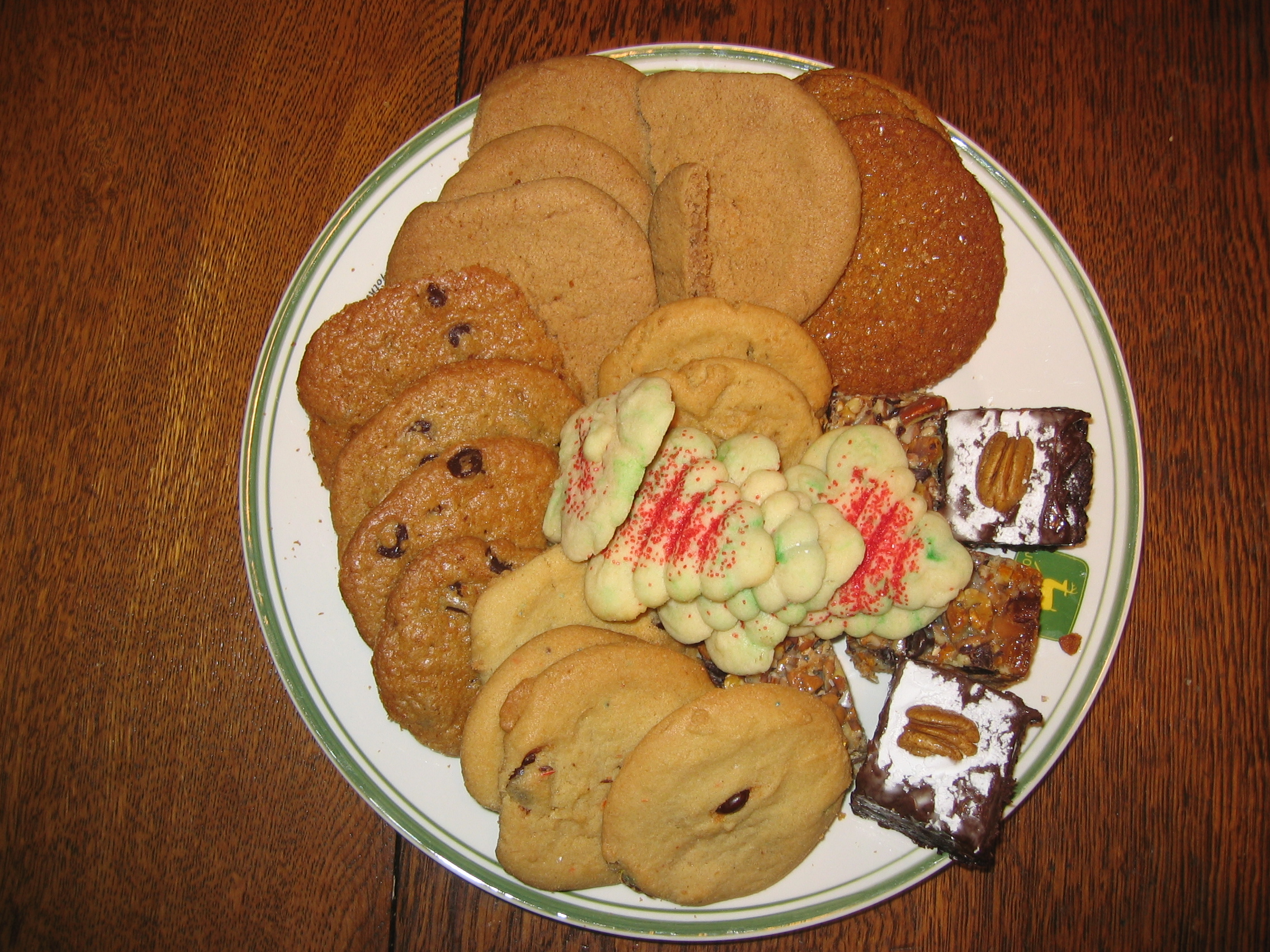
10種類のクッキー

クッキーは、製法により大きく分類される。以下に代表的なものを示す。
- ドロップクッキーは、比較的軟質の生地をスプーンでベーキングシートに落として作られる。焼き工程で、生地の盛り上がりが広まり平らになる。ドロップクッキーの一般的な例は、チョコレートチップクッキー（トールハウスクッキー）、ピーナッツバタークッキー、およびオートミールクッキーである。
- 冷蔵クッキー、アイスボックスクッキーは、冷蔵・冷凍して固めた生地で作られる。生地は一般に円筒形に整形され、焼き工程の直前にスライスする。
- 成形クッキーは、より固い生地で作られるクッキーで、焼き工程の前に手でボール状またはクッキーの形に成形される。成形クッキーの一般的な例は、スニッカードゥードル (Snickerdoodle) である。また生地をつくる際にベーキングパウダーを加えないことも多い。
- ロールクッキー（型抜きクッキー）は、より固い生地をロールで押しのばし、抜き型で成形して作られる。例は、ジンジャーブレッドマンである。
- 絞り出しクッキーは、焼き工程の前に軟質な生地を絞り袋等から装飾的な形に絞り出して作られる。
- バークッキーは、生地や他の材料を鍋や天板に（場合により複数の層に）流し込むか押し込み、焼き工程の後でクッキーサイズに切って作られる。ブラウニーが生地を焼いて作るタイプの例で、ライスクリスピートリーツ (Rice Krispie treat) は焼き工程が不要のバークッキーであり、シリアルバーと同様である。イギリス英語では、バークッキーは “tray bakes” として知られる。

- サンドイッチクッキーは、ロールクッキーまたは絞り出しクッキーにマシュマロ、ジャム、アイシングなどを挟んだものである。2枚のチョコレートクッキーにバニラクリームを挟んだオレオクッキーがある。
- 揚げクッキーは、伝統的な krusczyki、ロゼット (rosettes)、fattigmann や、通常のドロップクッキー生地を油で揚げる新しいアメリカのトレンドである。

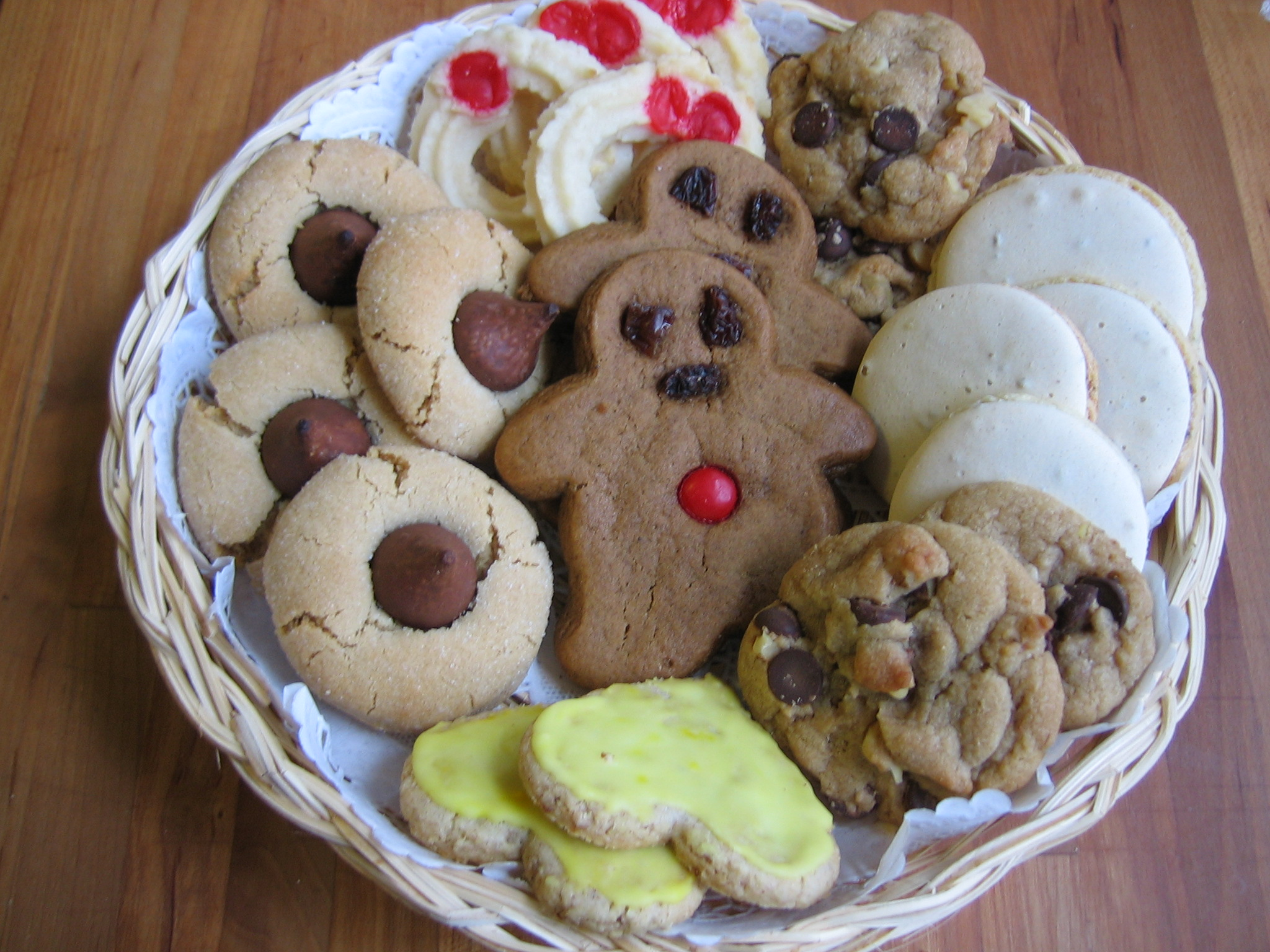
6種類のクッキー

- アイシングクッキーは、チェコ共和国ではクッキー生地に、シナモン、クローブ、コリアンダー、杏ジャム、ココアパウダー、蜂蜜を入れて、焼き上がったのちに、家などのイラストをアイシングで描いたものが「ベルニーク」と呼ばれている。
- クッキーはアイシング、特にチョコレートで飾り付けすることで、製菓の一種と類似することがある。

## 英国のビスケット（クッキー）
基本的なビスケット（クッキー）のレシピには、小麦粉、ショートニング（場合によりラード）、ベーキングパウダーまたは重曹、牛乳（バターミルクまたはスイートミルク）と砂糖が含まれる。一般的な塩味のバリエーションは、砂糖をチーズや他の乳製品の成分で置き換える。ショートブレッドは英国で一般的なビスケットである。
英国でのクッキーはチョコチップクッキーまたはそのバリエーション（例えば、燕麦、スマーティーズを含むクッキー）を指すことがある。

## 日本でのクッキー
縄文時代の日本で、栗の実を粉状にしたものを固めて焼き上げる『縄文クッキー』が存在したという説があるが、欧米のように一つの食文化を形成しなかった。
1971年（昭和46年）に日本では、「ビスケット類の表示に関する公正競争規約」の中で表示基準を明確に定めた。それによれば、日本におけるビスケットは「小麦粉、糖類、食用油脂および食塩を原料とし必要により、澱粉、乳製品、卵製品、膨張剤、食品添加物の原料を配合し、または、添加したものを混合機、成型機およびビスケットオーブンを使用し製造した食品」をいい、クッキーは、「手作り風の外観を有し、糖分、脂肪分の合計が重量百分比で40 %以上のもので、嗜好に応じ、卵、乳製品、ナッツ、乾果、蜂蜜などにより製品の特徴づけをおこなって風味よく焼き上げたもの」をいう。
全国ビスケット協会が、当時ビスケットよりも高級と考えられていた「クッキー」の名称で安価なビスケットを販売するのは消費者に誤解を与える恐れがあるとしたことが、規約制定の背景にはあった。